# Francesc Mauri i Domènech
Francesc Marc Mauri i Domènech (Barcelona, 26 de desembre de 1966) és un geògraf i presentador de televisió català. Actualment, és un dels homes del temps de Televisió de Catalunya. Està casat, té dos fills i resideix a Terrassa.
És llicenciat en geografia per la Universitat de Barcelona, especialitzat en meteorologia tot i que es defineix com a autodidacta i amb interès per la meteorologia des dels 12 o 13 anys.
Les tràgiques inundacions del novembre del 1982 el van enganxar a la muntanya de Montserrat durant la visita del Papa Joan Pau II. Afectat per una lleugera hipotèrmia i evacuat en camió militar recorda travessar el pont del Llobregat a bord del tren que el portà a Barcelona amb l'aigua tocant les vies. Possiblement, aquella jornada, va ser decisiva en la seva passió per la meteorologia.
Des de juliol de 1985 treballa a la Corporació Catalana de Mitjans Audiovisuals, primer a Catalunya Ràdio i, tres anys després, a Televisió de Catalunya, on s'incorpora com a "Home del Temps". A més, entre el 1988 i el 1991 elabora la informació meteorològica de La Vanguardia. Els anys 90 col·laborà al setmanari El Temps, Grup Flaix, Ràdio Aran, Ràdio Marina, Ràdio Olot o Ràdio Costa Brava. A finals de 2012 va iniciar l'emissió del programa setmanal MeteoMauri, el primer programa de ràdio en format web de l'estat espanyol -només es podia seguir per la web de Catalunya Ràdio- on Francesc Mauri oferia, setmanalment, la predicció del temps del cap de setmana i l'estat de les pistes d'esquí catalanes i on incorporava informació sobre medi ambient, gastronomia, oci, territori i sostenibilitat. Set anys més tard, el 2019, MeteoMauri s'alternava amb Green MeteoMauri, un programa germà del primer dedicat a l'eficiència i la sostenibilitat des del vessant pràctic, amb Francesc Mauri i José Luis Gallego. Entre els dos programes, Mauri ha realitzat unes 3.000 entrevistes i té més de 110.000 seguidors a les xarxes socials.
El 2014, Mauri debutava de presentador de televisió compartint presentació amb Lídia Herèdia del programa de menjar saludable i de proximitat Collita Pròpia a Televisió de Catalunya. El 2019 participà, més a prop dels núvols que mai, d'entrevistes a bord d'un globus. En l'espai Globus Sonda, mostrà el paisatge i les aventures a bord d'un globus amb entrevistats del món de l'empresa verda, el periodisme, món del cinema o la cultura.
Actualment, cobreix la informació meteorològica en l'espai "El Temps" al TN Migdia, franja migdia del 324 i Catalunya Ràdio i Catalunya Informació, en tots els casos de la CCMA.
Actualment és el presentador més longeu a Televisió de Catalunya que cobreix la informació meteorològica en l'espai "El Temps" al TN Migdia, franja migdia del 324 i Catalunya Ràdio i Catalunya Informació, en tots els casos de la CCMA. A més, és membre de 2 consells assessors en organismes públics i sense remuneració monetària. El del Servei Meteorològic de Catalunya i el de l'"L'Energètica" (Energies Renovables Públiques de Catalunya). També és membre de l'equip fundador del grup Oikia, una organització no governamental que busca consensos per a fer la transició verda a Catalunya.És patró de la Fundació Mobilitat Sostenible i Segura. Igualment sense remuneració monetària en cap dels dos casos.
Ha escrit dues guies del temps (Els núvols, guia de camp de l'atmosfera i previsió del temps i Guia de l'atmosfera) amb Javier Martín Vide i Miquel Grimalt i El Temps Vist des del Cel amb el pilot d'aviació comercial Jordi Martín. L'any 2016 publica l'obra "Stop al Canvi Climàtic: Com podem ser més sostenibles". En aquestes dècades de feina, ha participat en prop de 1.000 conferències, taules rodones o seminaris.
El 2010 va ser guardonat amb el premi Ondas per l'episodi de la nevada a Catalunya del març d'aquell any conjuntament amb l'equip de tarda d'informatius de Catalunya Ràdio i, el 2014, va rebre el premi Ràdio Associació al millor professional de ràdio a Catalunya.